# アンソニー・フレミング
アンソニー・フレミング（Anthony Fleming）はアメリカの俳優。
『プリズン・ブレイク』では黒人集団のリーダーであるトランペッツの役で出演した。